# Semiothisa minorata
Semiothisa minorata là một loài bướm đêm trong họ Geometridae.